# Coelinidea trjapitzini
Coelinidea trjapitzini är en stekelart som beskrevs av Vladimir Ivanovich Tobias 1971. Coelinidea trjapitzini ingår i släktet Coelinidea och familjen bracksteklar. Inga underarter finns listade i Catalogue of Life.